# پیانا دلی آلبانزی
پیانا دلی آلبانزی (به ایتالیایی: Piana degli Albanesi) یک کومونه در ایتالیا است که در استان پالرمو واقع شده‌است.

## خصوصیات
پیانا دلی آلبانزی ۶۴٫۸۹ کیلومترمربع مساحت و ۶٬۲۳۴ نفر جمعیت دارد و ۷۴۰ متر بالاتر از سطح دریا واقع شده‌است.

## نگارخانه

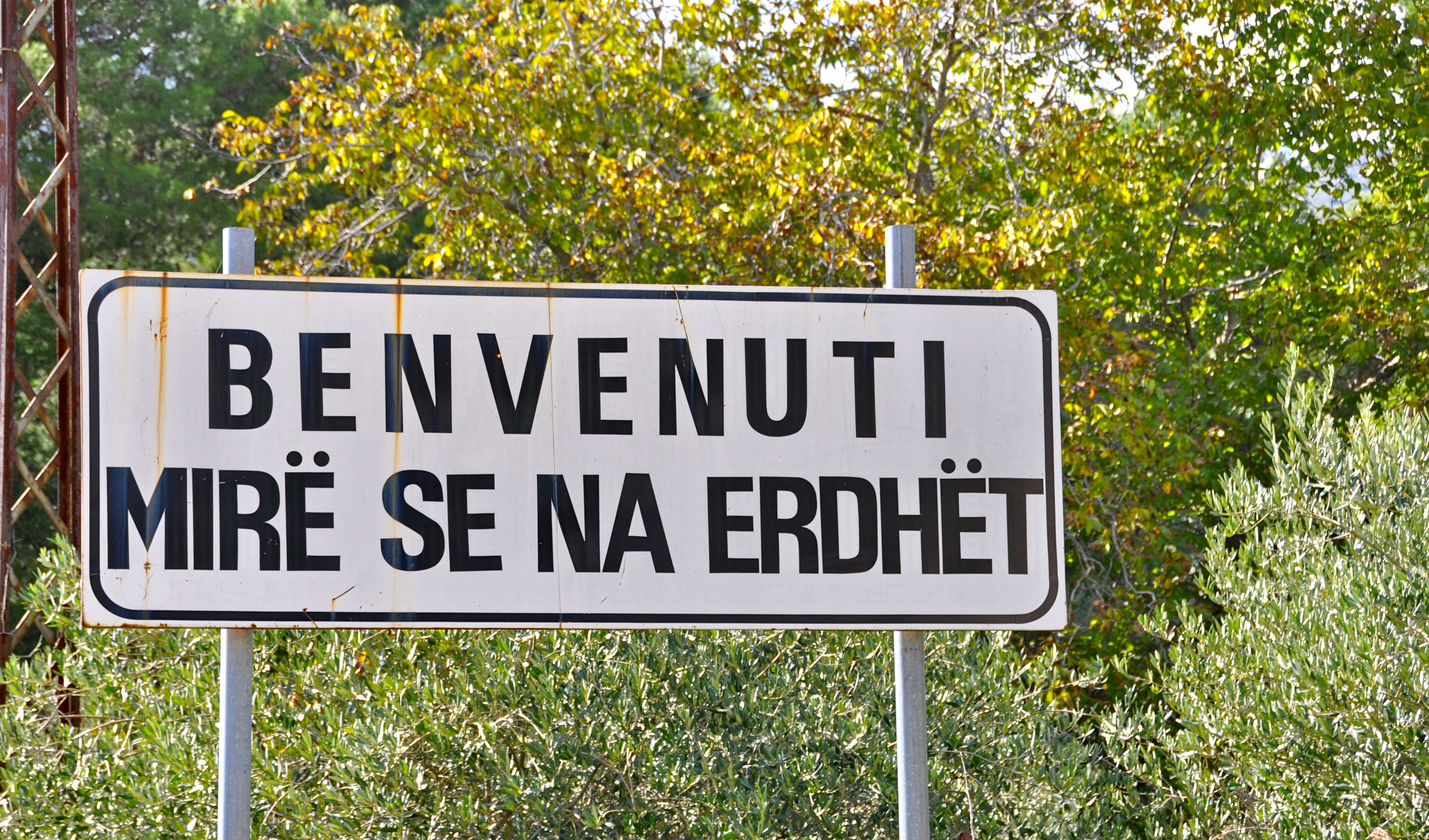
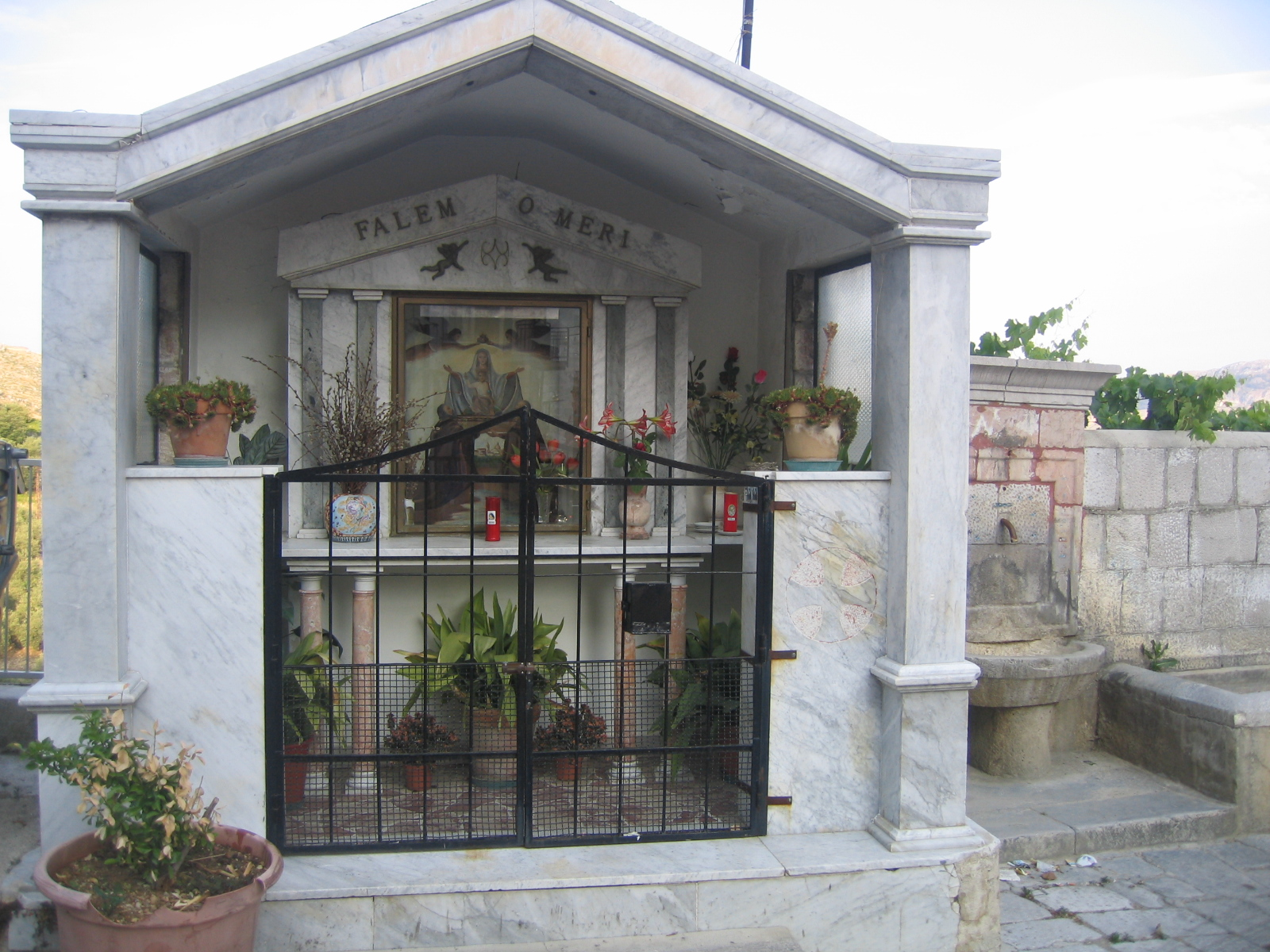
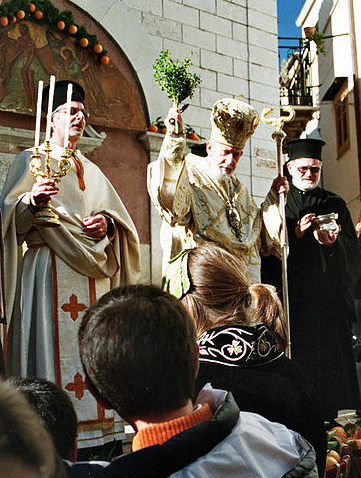
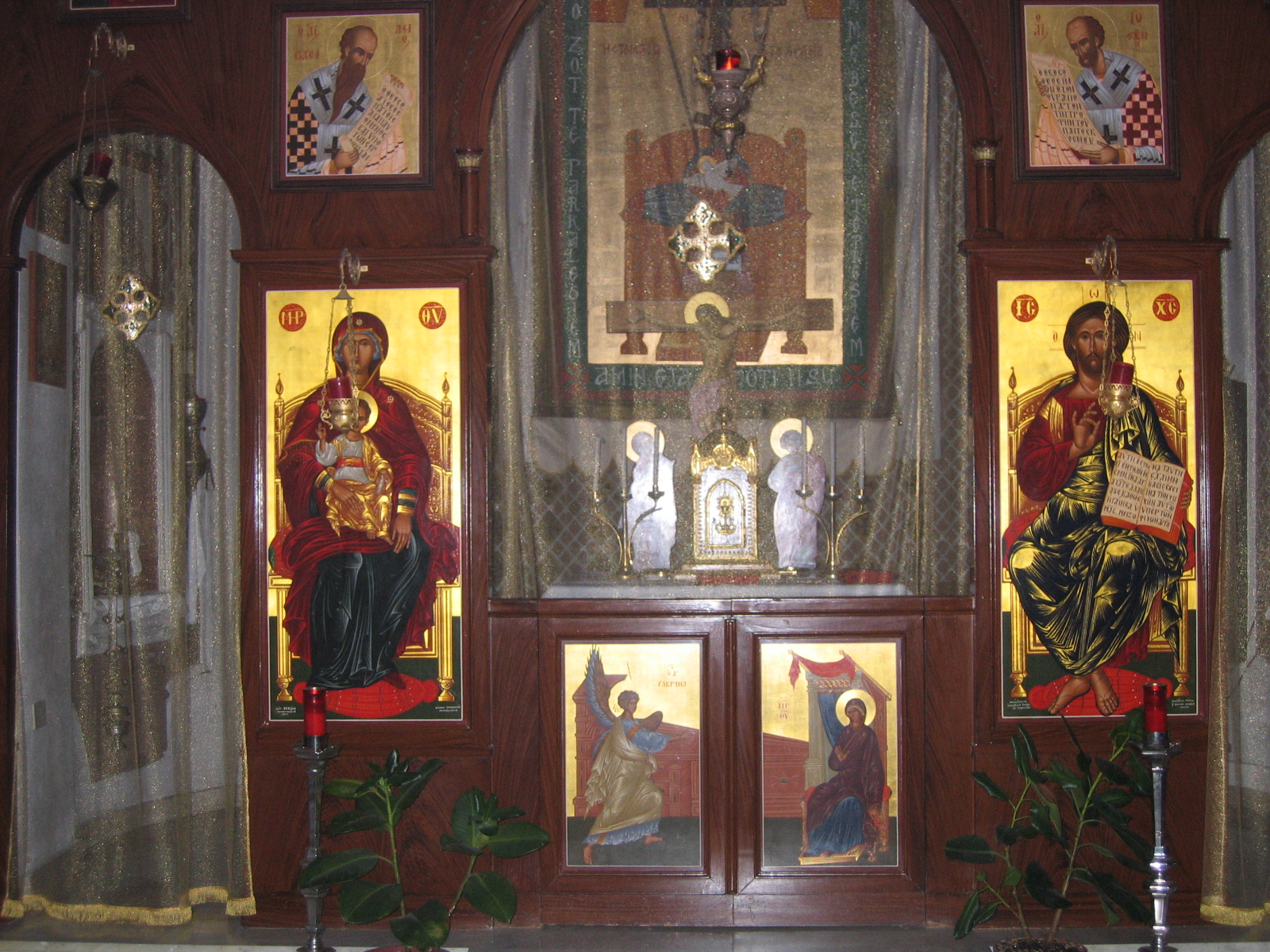
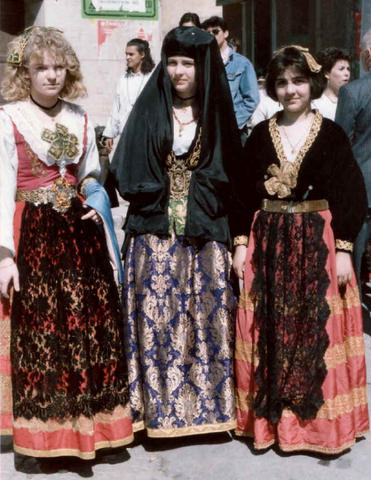
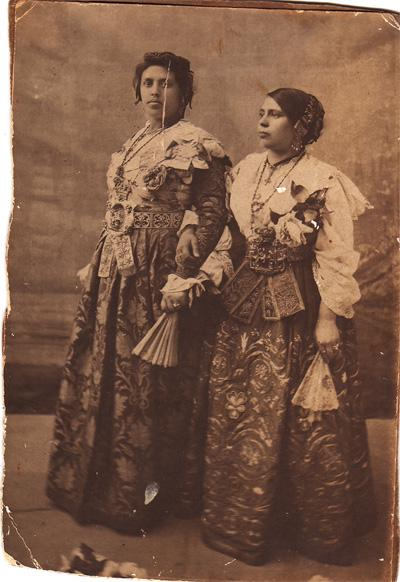
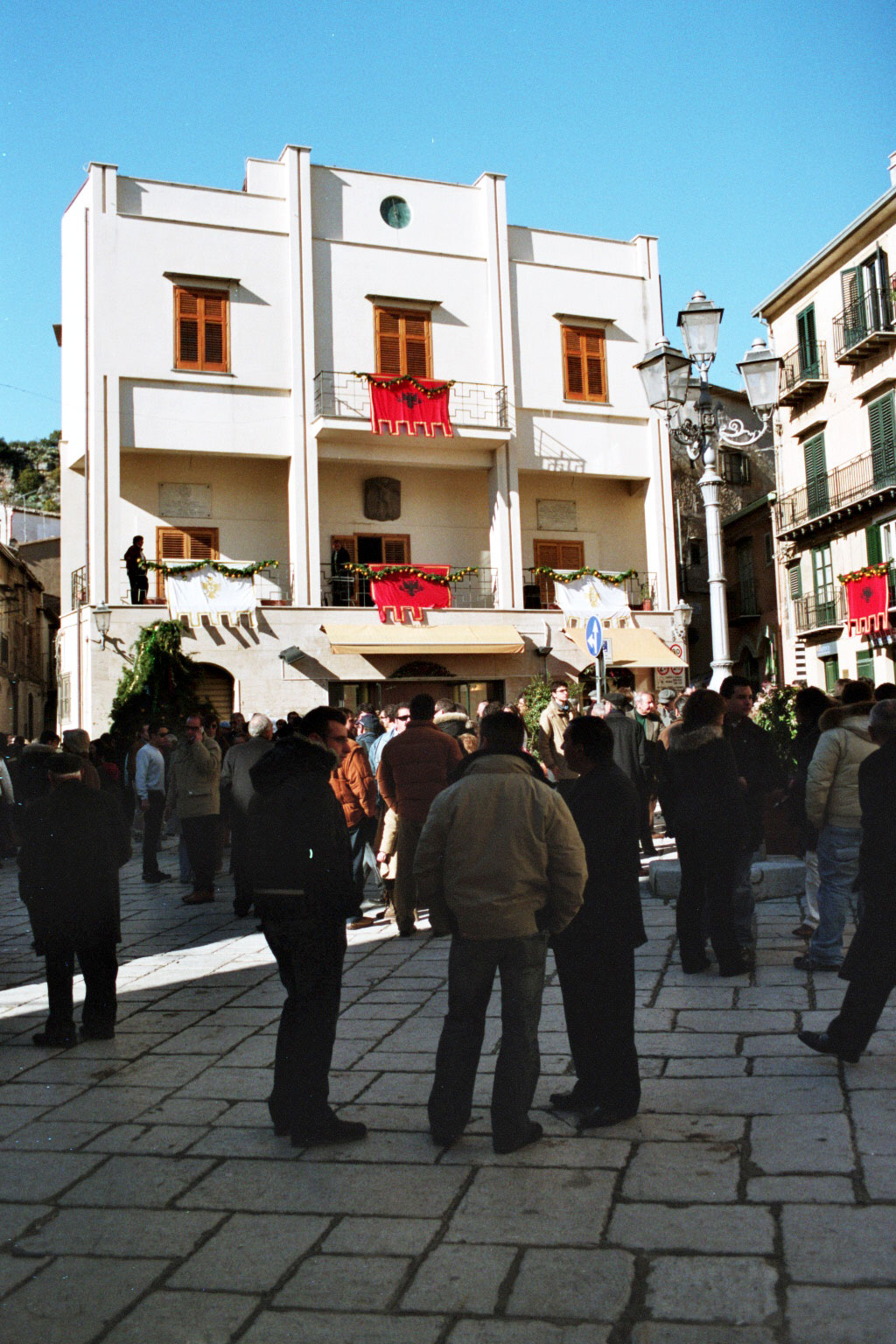
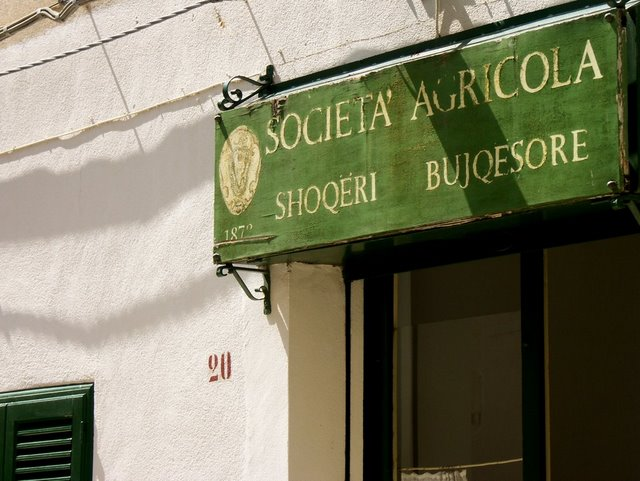
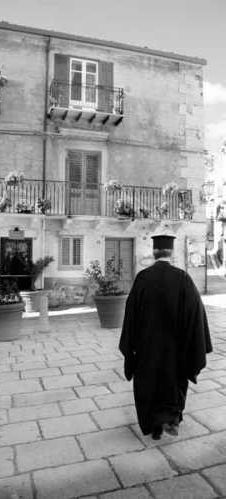
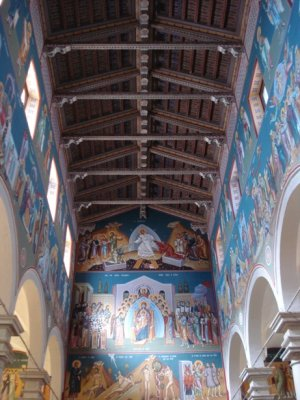
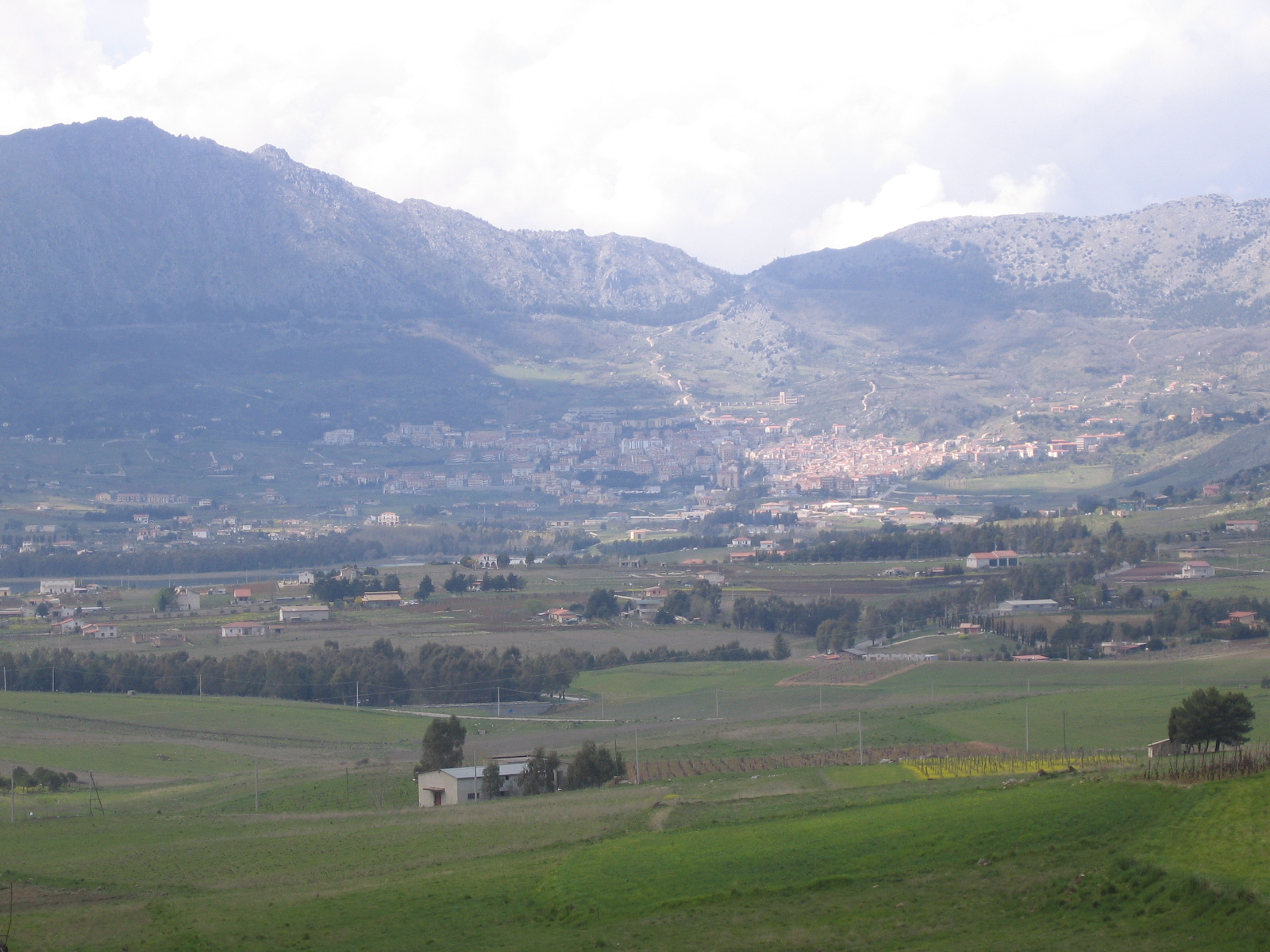
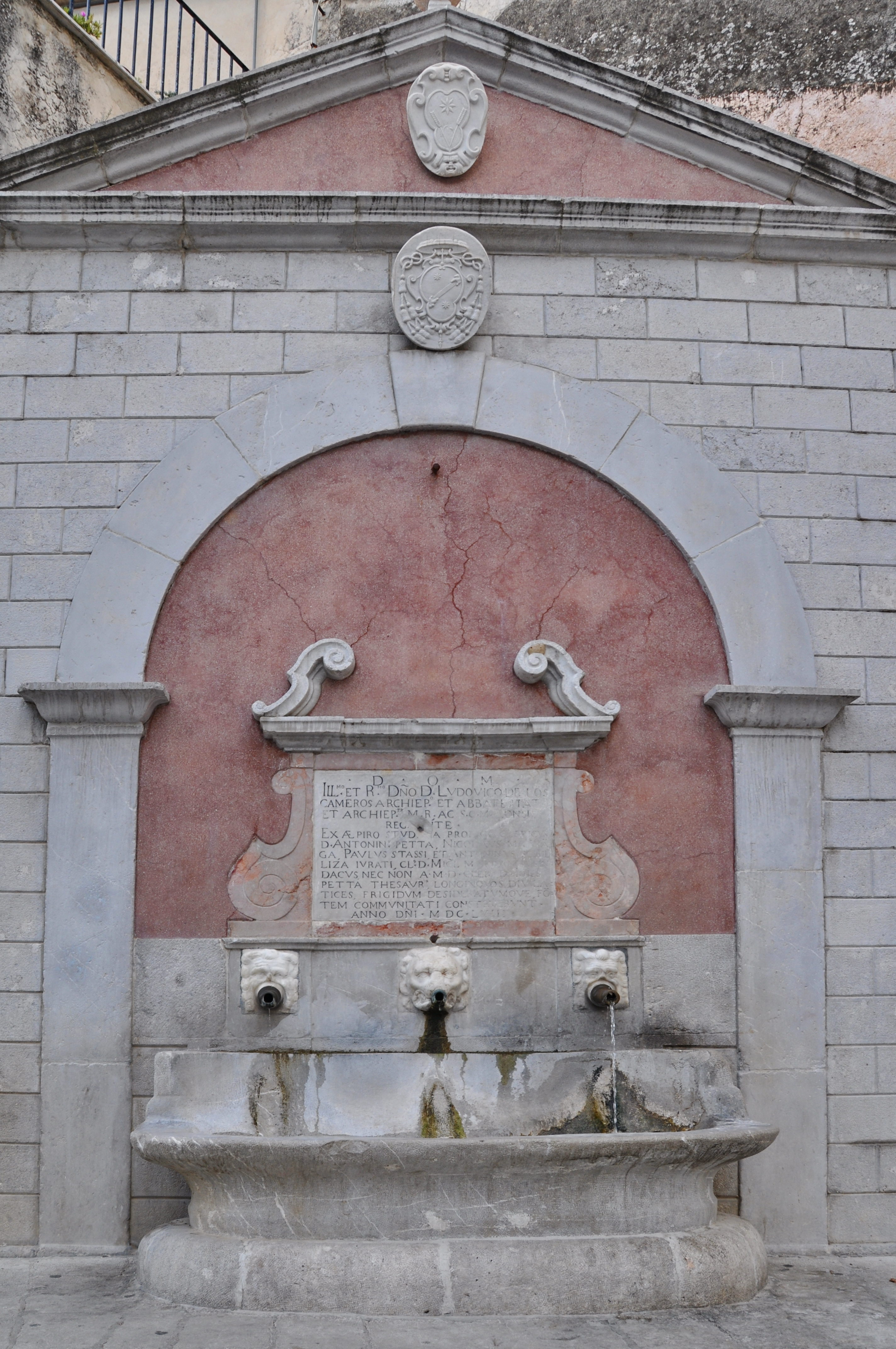
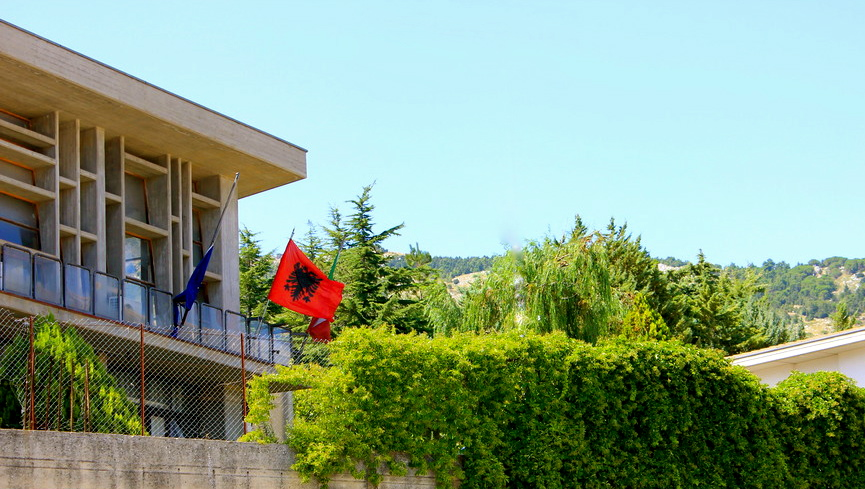
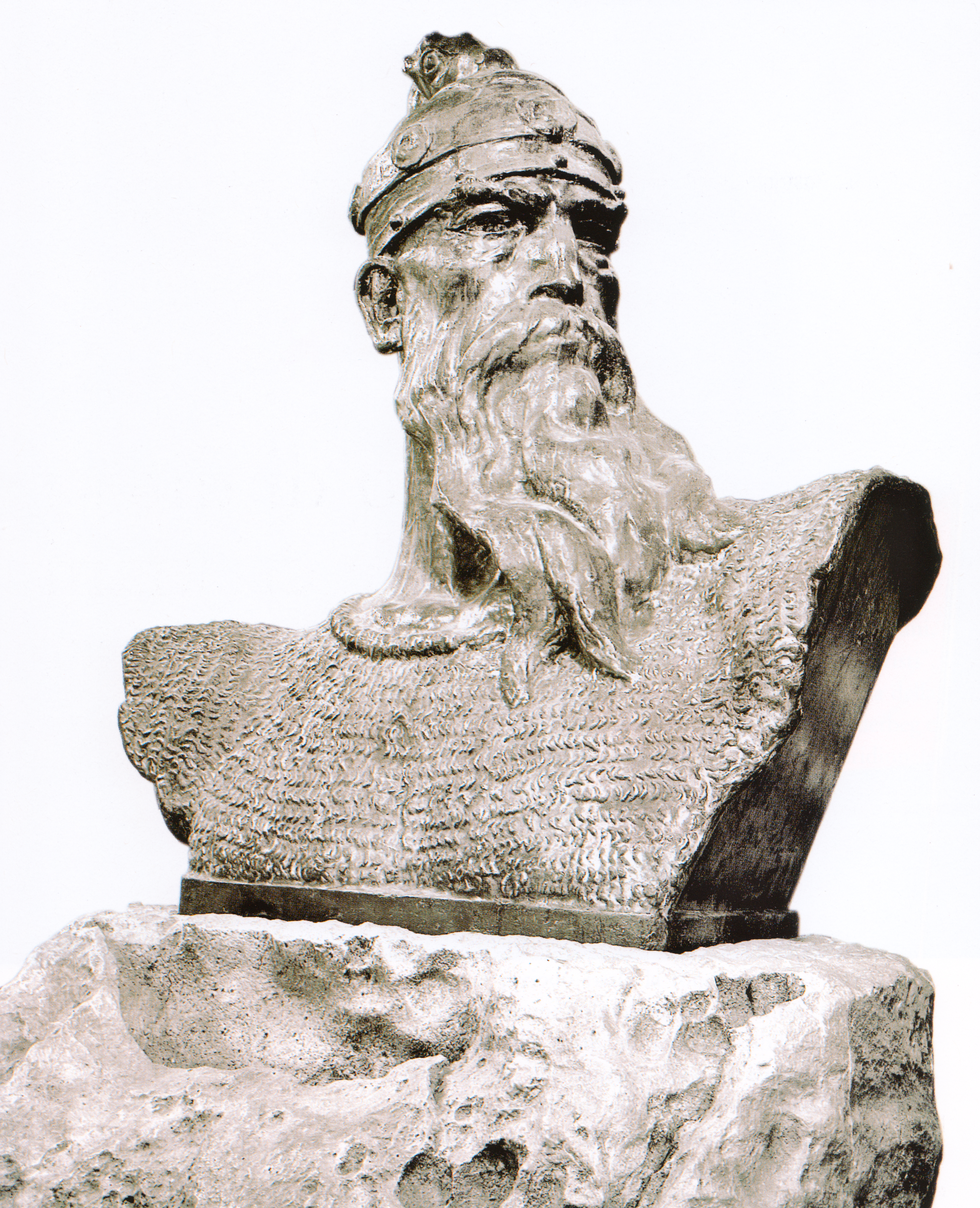
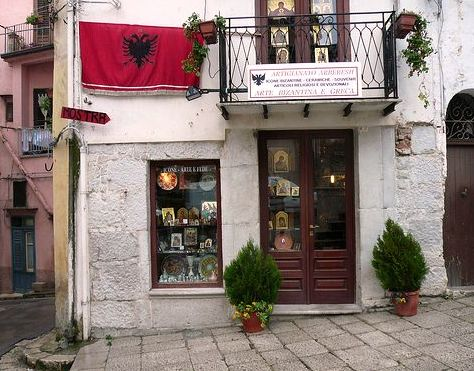
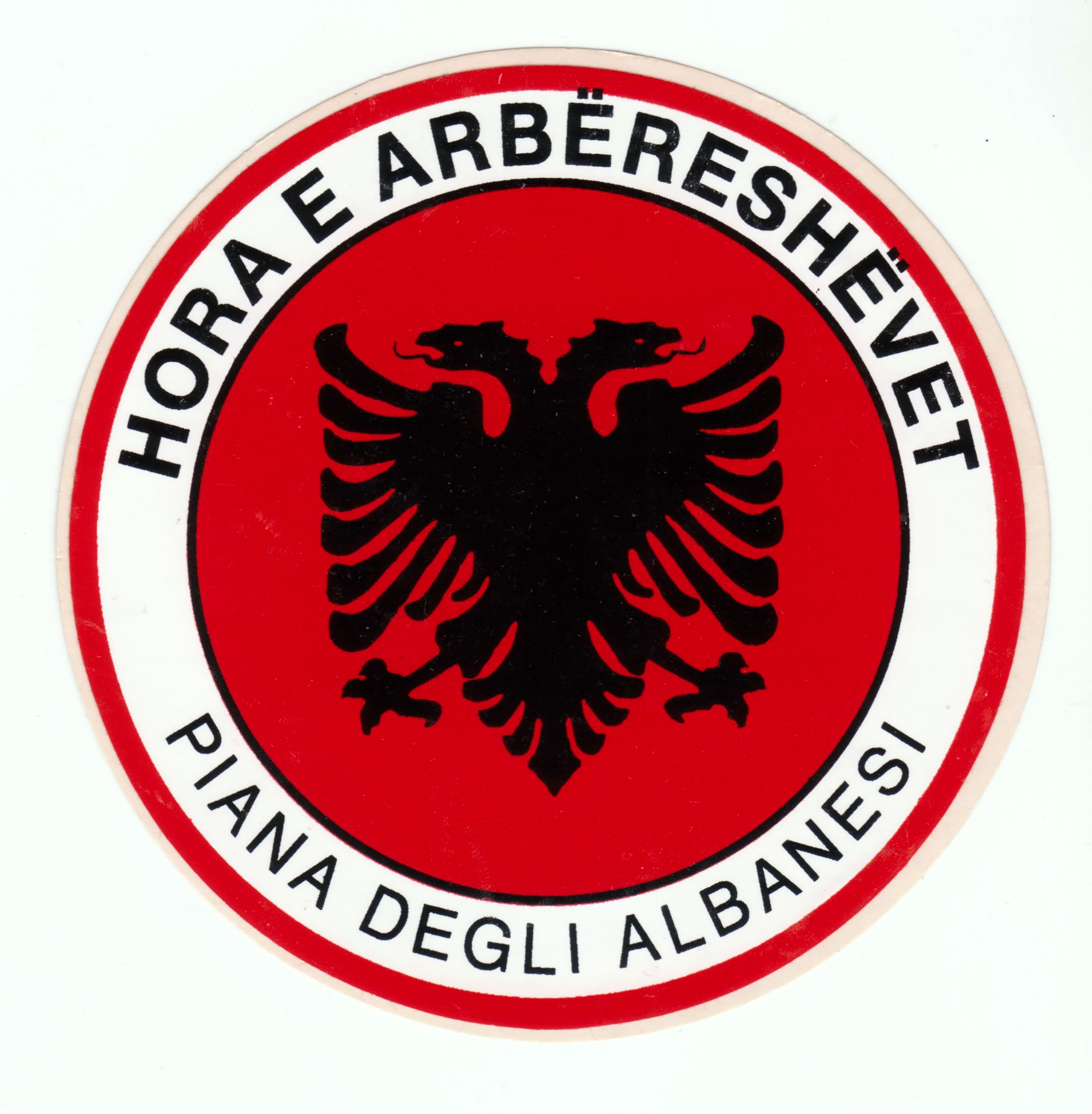

## خواهرخوانده
تیرانا